# محافظة هوانغجو
محافظة هانغجو هي محافظة تقع في هوانغهاي الشمالية، كوريا الشمالية.